# Hohegeiß
Hohegeiß is een dorp in de gemeente Braunlage in de Landkreis Goslar in het oosten van Nedersaksen in Duitsland.
Hohegeiß is een van oorsprong Hoogduits dialect sprekende plaats, en ligt aan de Uerdinger Linie. Hohegeiß telde in 2006 ongeveer 1000 inwoners. Hohegeiß ligt in de Harz, aan de grens van Saksen-Anhalt.
Deze grens was tussen 1945 en 1990 de Duits-Duitse grens en verliep direct ten oosten van de bebouwde kom. In het dorp staat een gedenksteen van Heiko Runge. Deze 15-jarige Oost-Duitser werd op 8 december 1973 doodgeschoten door de Oost-Duitse grenswachten bij zijn poging naar de BRD te vluchten. De gedenksteen werd op 8 december 2023 onthuld.

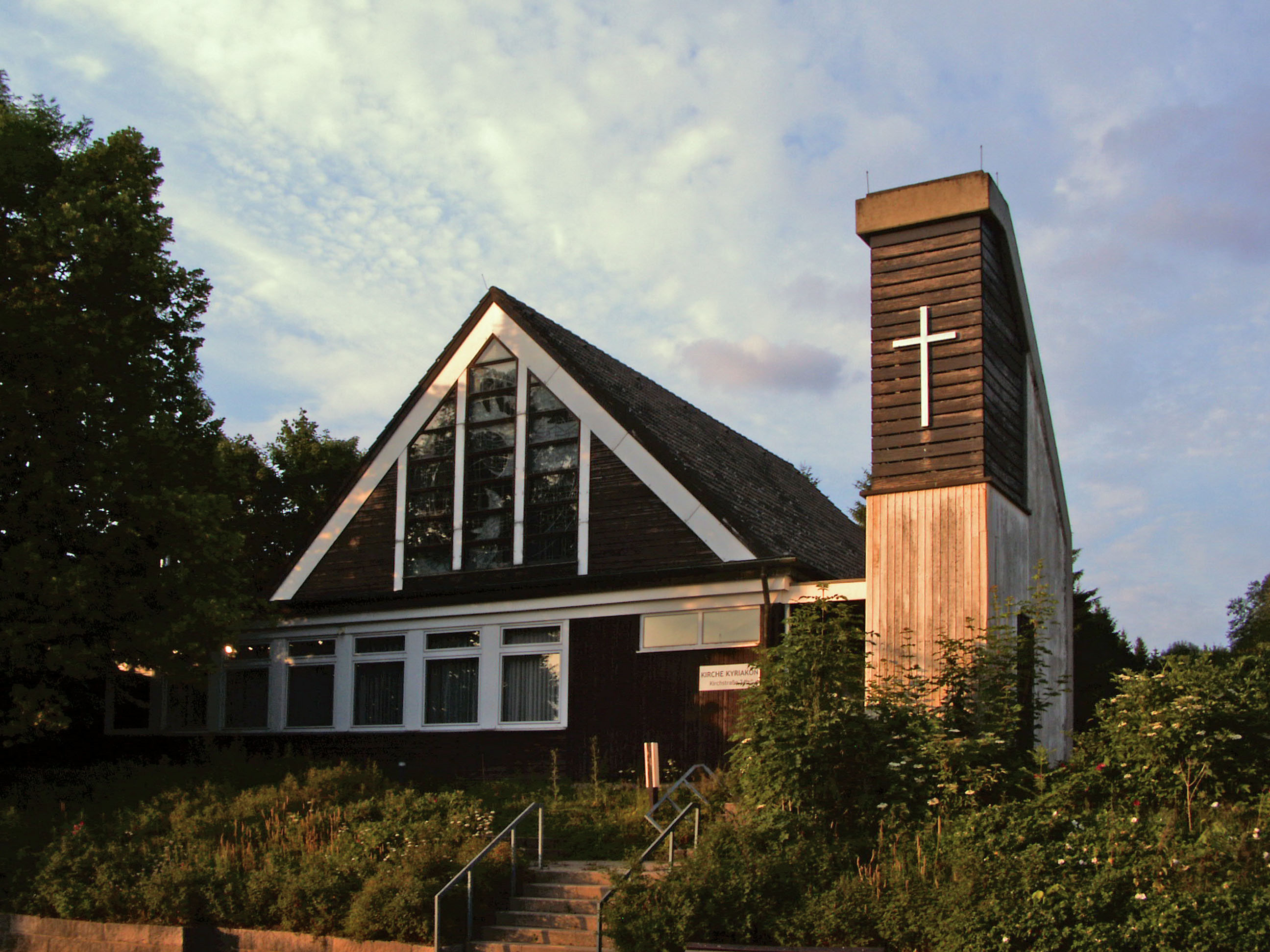
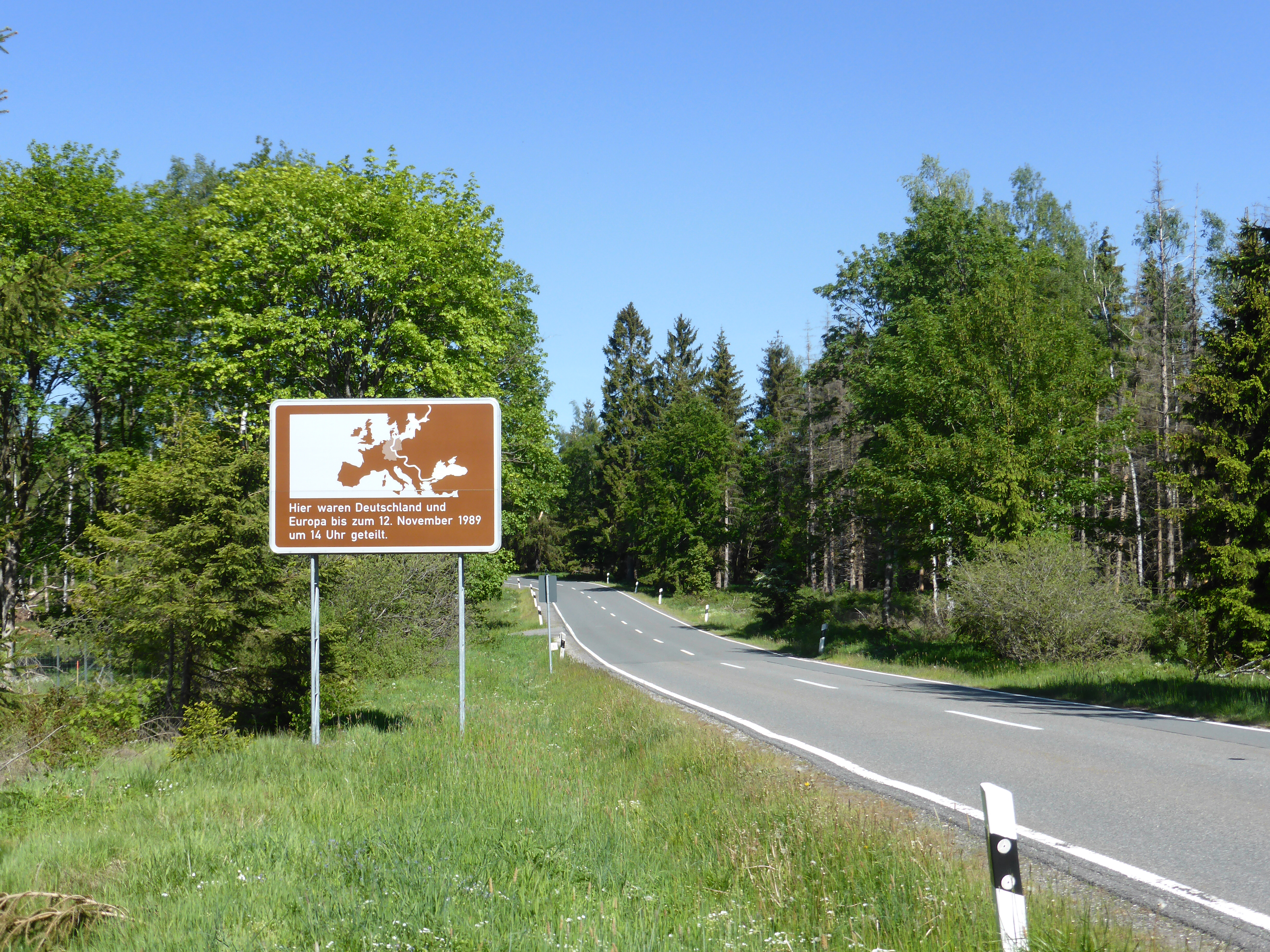
Bord die voormalige grens aangeeft
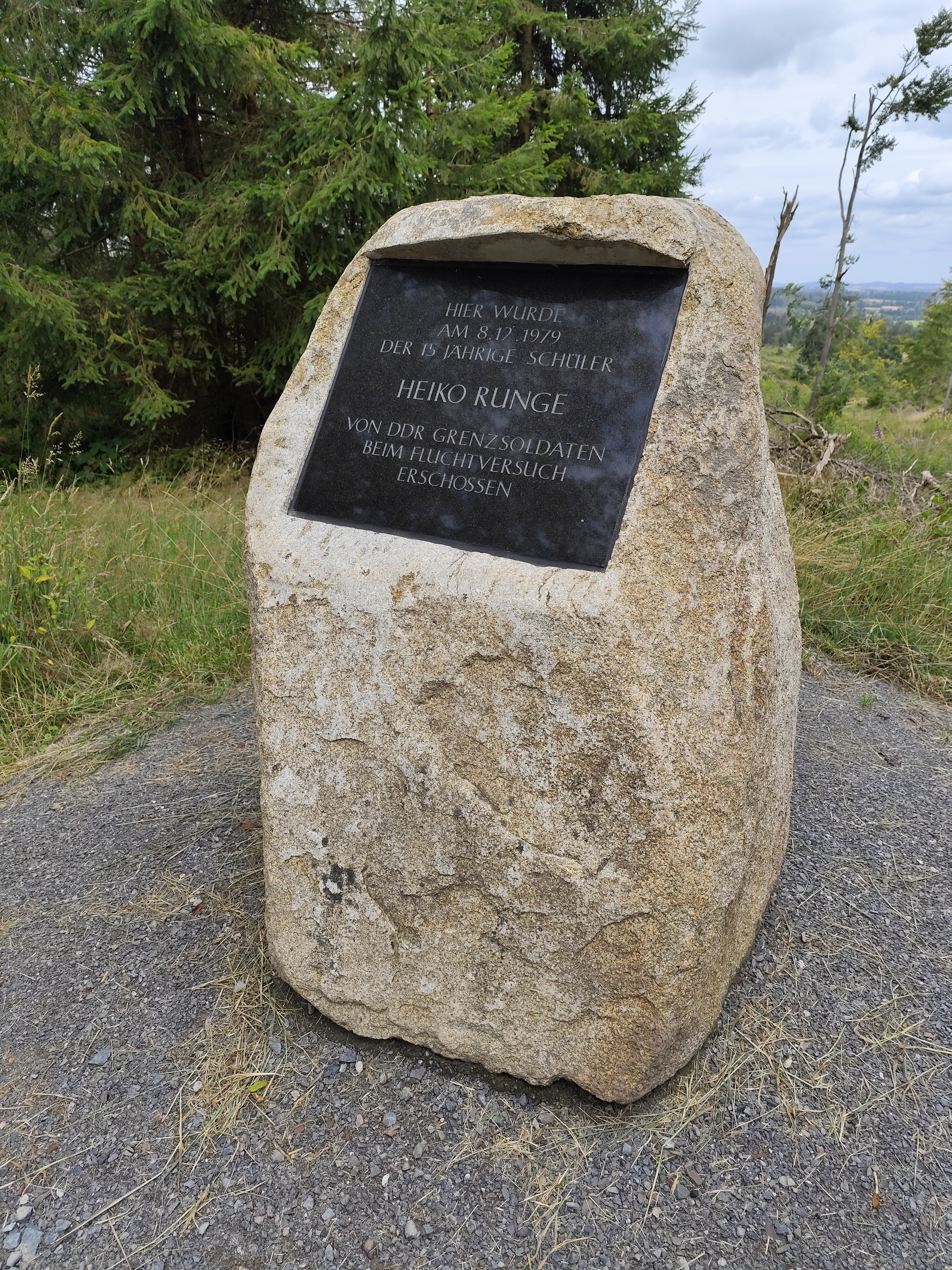
Gedenksteen Heiko Runge